# Treffrin

Treffrin este o comună în departamentul  Côtes-d'Armor, Franța. În 1 ianuarie 2022 avea o populație de 524 de locuitori.